# Бочкинци
Бочкинци су насељено место у саставу општине Маријанци у Осјечко-барањској жупанији, Република Хрватска.

## Историја
До територијалне реорганизације у Хрватској налазили су се у саставу старе општине Доњи Михољац.

## Становништво
На попису становништва 2011. године, Бочкинци су имали 173 становника.

## Попис1991.
На попису становништва 1991. године, насељено место Бочкинци је имало 220 становника, следећег националног састава:
| Попис 1991.‍ | Попис 1991.‍ | Попис 1991.‍ | Попис 1991.‍ | Попис 1991.‍ |
| ----------- | ----------- | ----------- | ----------- | ----------- |
|             |             |             |             |             |
| Хрвати      | Хрвати      |             | 214         | 97,27%      |
| Југословени | Југословени |             | 4           | 1,81%       |
| Мађари      | Мађари      |             | 1           | 0,45%       |
| непознато   | непознато   |             | 1           | 0,45%       |
| укупно: 220 |             |             |             |             |